# Campiglossa paula
Campiglossa paula är en tvåvingeart som först beskrevs av Erich Martin Hering 1941.  Campiglossa paula ingår i släktet Campiglossa och familjen borrflugor. Inga underarter finns listade.